# Hestiée de Périnthe
Hestiée de Périnthe (en grec ancien Ἑστιαῖος) est un philosophe originaire de Périnthe, disciple de Platon. Aristote parle des « enseignements non écrits » (άγραφα δόγματα) de Platon, et il mentionne une leçon intitulée Sur le Bien (Περì τάγαθου) que prononça Platon, qui, à la surprise des auditeurs dont Aristote, Hestiée de Périnthe, Héraclide du Pont, Speusippe et Xénocrate, portait « sur les Mathématiques, c'est-à-dire sur les Nombres, sur la Géométrie, sur l'Astronomie, et sur le fait que le Bien c'est l'Un ». Platon aurait dispensé « un enseignement oral et ésotérique à l'Académie », mais ses motivations demeurent inconnues. 

## Philosophie
Comme Xénocrate, il tente d'assigner « à chaque être sa place dans le monde, traitant pareillement des choses sensibles, des objets intelligibles ou mathématiques, ainsi que des choses divines elles-mêmes »

## Physique
Selon Hestiée, le temps est « le mouvement des astres les uns par rapport aux autres ». Le pseudo-Platon avait défini le temps comme « mouvement du soleil, sa course ». 

## Sources
- « Fragments », dans Œuvres complètes  (trad. Pierre Pellegrin), Flammarion, 2014, 2923 p. (ISBN 978-2081273160).
- Aristote (trad. Pierre Pellegrin), « Physique », dans Œuvres complètes, Éditions Flammarion, 2014, 2923 p. (ISBN 978-2081273160).
- « Définitions », dans Œuvres complètes  (trad. Luc Brisson), Éditions Gallimard, 2008 (1re éd. 2006) (ISBN 978-2-0812-1810-9).
- Diogène Laërce, Vies, doctrines et sentences des philosophes illustres (Livre I, 46)
- Théophraste (trad. Jules Tricot), Métaphysique, Vrin (1re éd. 1948), 56 p. (ISBN 978-2-7116-0698-6), p. 16.  (Livre III, 9-10)
- (grc + fr) Théophraste (trad. Laks & Most), Métaphysique : pour la traduction arabe, de Michel Crubellier, Les Belles Lettres, 1993 (1re éd. 1993), 119 p. (ISBN 978-2-251-00422-8), p. 8.
- Plotin Ennéades (Tôme II, 238)